# Мари-Ушем (Марий Эл)
Мари-Ушем (мар. Марий Ушем — «марийский союз») — деревня в Медведевском районе Марий Эл Российской Федерации. Входит в состав Шойбулакского сельского поселения.
Численность населения — 38 человек (2014 год).

## География
Мари-Ушем располагается на реке Ошла, в 9 км на северо-восток от административного центра сельского поселения — села Шойбулак. Подъездная дорога от федеральной автомобильной дороги Р176 «Вятка» имеет асфальтовое покрытие и проходит через деревню Аксаркино. Мари-Ушем соединён просёлочной дорогой (с грунтовым покрытием) с посёлком Лебедевский.

## История
Деревня образовалась в советское время. Приехавшие в 1925 году семьи создали коммуну «Двигатель революции» из 32 хозяйств. В 1936 году в деревне образовался колхоз, построена ферма КРС. В 1946 году в колхозе действовала небольшая гидростанция.
В одноэтажном деревянном здании с двумя классами располагалась Мариушемская начальная школа.

## Население
| 2010 | 2011 | 2012 | 2013 | 2014 |
| ---- | ---- | ---- | ---- | ---- |
| 35   | ↗36  | ↘34  | →34  | ↗38  |

Национальный состав на 1 января 2014 г.:
| Национальность | Численность, чел. | Доля    |
| -------------- | ----------------- | ------- |
| всего          | 38                | 100,0 % |
| Марийцы        | 30                | 78,9 %  |
| Русские        | 5                 | 13,2 %  |
| Татары         | 2                 | 5,3 %   |
| другие         | 1                 | 2,6 %   |

## Описание
Улично-дорожная сеть деревни имеет асфальтовое покрытие.
Жители проживают в индивидуальных домах, имеющих централизованное водоснабжение. Деревня газифицирована.